# Stiftung Brasilea

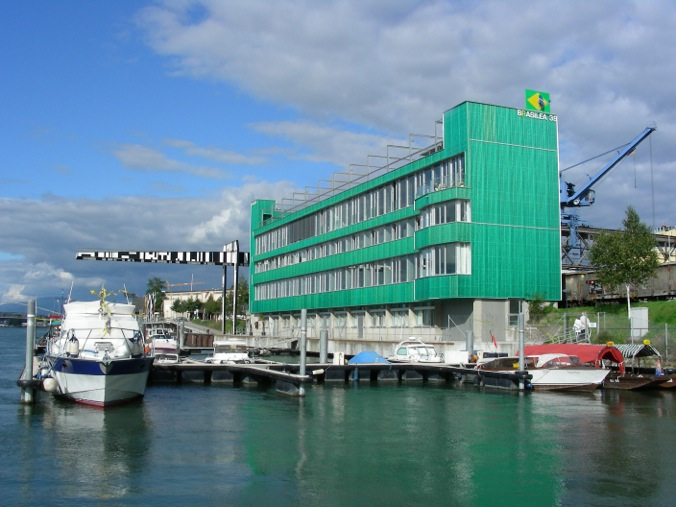
Aussenansicht des Gebäudes der Stiftung Brasilea am Rheinhafen

Die Stiftung Brasilea ist ein internationales Ausstellungshaus in Basel in der Schweiz mit Schwerpunkt auf brasilianischen Künstlern und Kunst, die sich thematisch mit Brasilien auseinandersetzt.
Das Ausstellungshaus liegt im Basler Rheinhafen direkt im Dreiländereck, grenzend an Frankreich und Deutschland. Seit 2005 ist die Sammlung des Stifters Walter Wüthrich öffentlich zugänglich.

## Geschichte
Vom Basler Rheinhafen aus, wo heute das Ausstellungshaus steht, brach der Stifter Walter Wüthrich 1939 mit dem Ziel Südamerika auf. Seine Reise führte ihn nach Rio de Janeiro. Anfang der 1950er Jahre lernte er in Rio den österreichisch-brasilianischen Kunstmaler Franz Josef Widmar kennen. Eine lebenslange Freundschaft entstand und Walter Wüthrich unterstützte seinen Freund als Mäzen und kaufte die ersten Gemälde des Malers. 1995 versprach er Widmar an dessen Sterbebett, dass er sich dafür einsetzen werde, dessen Gemälde in einer bleibenden Galerie auszustellen und so sein Gesamtwerk zu würdigen.
Zu diesem Zeitpunkt hatte Wüthrich bereits über 400 Gemälde von Widmar erworben. Nach dessen Tod kaufte er auch noch das ganze verbliebene restliche Werk und machte sich daran, das Projekt „Brasilea Stiftung“, mit welchem von Beginn auch die Idee eines Kulturaustausches zwischen der Schweiz und Brasilien verknüpft war, zu konkretisieren. Er lernte in Basel den Fotografen Onorio Mansutti, den späteren ersten Präsidenten der Stiftung Brasilea, kennen und bat ihn, sich nach geeigneten Räumlichkeiten für die Umsetzung des Stiftungsprojektes umzusehen. Im Jahr 2002 starb Walter Wüthrich in Rio de Janeiro. Es war ihm vergönnt zu wissen, dass seine Ideen in einer ehemaligen Schiffsmotorenwerkstatt im Basler Rheinhafen genau dort umgesetzt würden, von wo er 63 Jahre zuvor nach Südamerika aufgebrochen war.
Offiziell gegründet wurde die Stiftung Brasilea allerdings erst nach Wüthrichs Tod am 22. September 2003. Auch das Gebäude am Westquai 39 im Rheinhafen wurde erst nach seinem Ableben erworben. Seit dem Bezug des Hauses im Mai 2005 leistet die Brasilea Stiftung einen wichtigen Beitrag zur Förderung und Vermittlung brasilianischer Kunst- und Kulturprojekte in der Schweiz, der in dieser Form in Europa einzigartig ist. Die anfänglichen finanziellen Schwierigkeiten konnten durch den Verkauf von Kunstwerken und die Vermietung von Stiftungsräumlichkeiten für Eventzwecke umschifft und so der Erhalt der Stiftung Brasilea gesichert werden.

## Kooperationen
Zur Erreichung des Stiftungszweckes der Förderung des Kulturaustausches zwischen der Schweiz und Brasilien kooperiert die Stiftung Brasilea neben den zahlreichen in der Schweiz lebenden Brasilianern mit einer Reihe von anderen Institutionen. Zu den Kooperationspartnern zählen u. a. das Goethe-Institut und die brasilianische Botschaft in der Schweiz.

## Gebäude / Architektur
Das vierstöckige Werkstattgebäude der Rheinschifffahrt wurde 1964 in unmittelbarer Nachbarschaft zu Frankreich und Deutschland im Dreiländereck errichtet. Es ist direkt im Grünstreifen der Bermenböschung parallel zum Rhein positioniert. Das Gebäude wurde 2004/2005 zum Stiftungssitz umgebaut, ist containerförmig, in grüner Farbe gehalten und öffnet sich durch seine horizontalen Lichtbänder ausschließlich zur Seite des Wassers hin. Das äussere Erscheinungsbild wird durch zwei Materialien gegliedert und bestimmt: Im Bereich des Sockelgeschosses der Stahlbeton und in den Stockwerken darüber transluzentes Material aus grünen Lichtwellplatten, die aus Glasfaserkunststoff bestehen. Je nach Lichteinfall und Standort des Betrachters schimmert und glitzert diese Fassadenverkleidung und reflektiert dabei aus der Umgebung jeweils Anderes. Bewusst wurden unveredelte Materialien verwendet, um sowohl der ursprünglichen Nutzung als auch der neuen Verwendung als Kunst- und Kulturhaus gerecht zu werden. Einfachheit und Robustheit sollen zum Ausdruck bringen, dass Architektur als Gebrauchsartikel des Alltags zu verstehen ist. Die ästhetische Wirkung des Baues im Hafen ist bewusst inszeniert; es sollen die ehemalige industrielle Eleganz widergespiegelt und zugleich die Veränderungen im Hafengebiet versinnbildlicht werden. Die weit auskragende Krananlage ist signifikanter Zeitzeuge und fungiert als Wahrzeichen des Gebäudes und des Hafens.

## Die Sammlung
Den Ursprung der Stiftung bildet die permanente Sammlung Walter Wüthrich mit über 500 Bildern des Künstlers Franz Josef Widmar und persönlichen Gegenständen, die als Herzstück im 1. Obergeschoss separat gezeigt werden. Die Sammlung Walter Wüthrich ist Eigentum der Stiftung „Kinder In Brasilien.“
Mittlerweile umfasst die Sammlung Werke zahlreicher weiterer Künstler wie etwa von José Bechara, Maureen Bisilliat, Marcelo Bratke, Luiz Dolino, Alex Flemming, Anja Ganster, Hilal Sami Hilal, Mariannita Luzzati, Oscar Muñoz, Mira Schendel, Manfredo de Souzanetto, Evandro Teixeira, Pierre Verger und Zezão.

## Ausstellungen

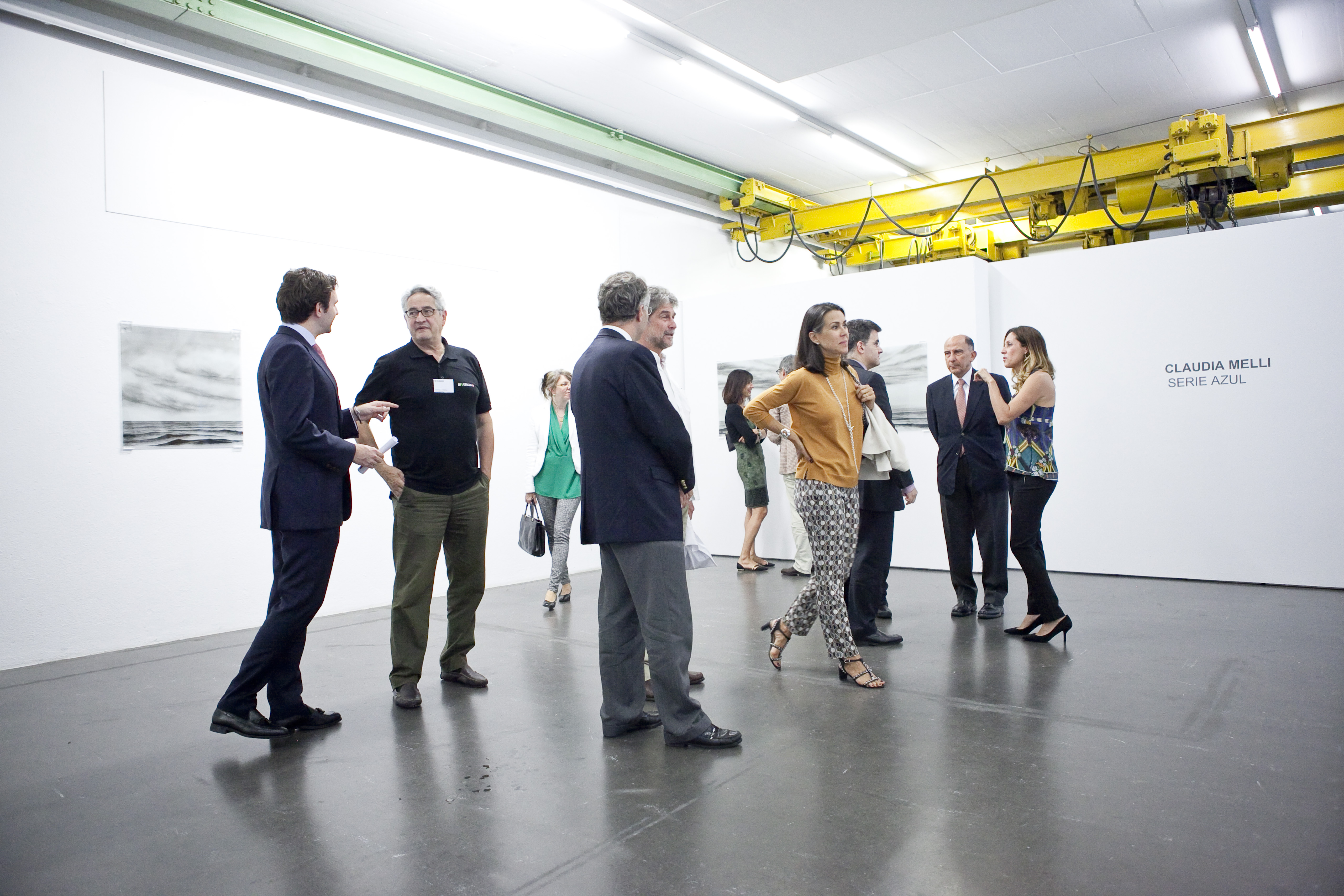
Ausstellungseröffnung Claudia Melli und João de Orleans e Bragança

Im Sockelgeschoss und Hochparterre werden sowohl temporäre Ausstellungen bildender Kunst und Fotografie als auch kulturelle Veranstaltungen wie Konzerte, Filme, Vorträge und Lesungen präsentiert.
Jährlich zeigt die Stiftung Brasilea drei bis vier Ausstellungen zeitgenössischer Kunst.
(Auswahl):

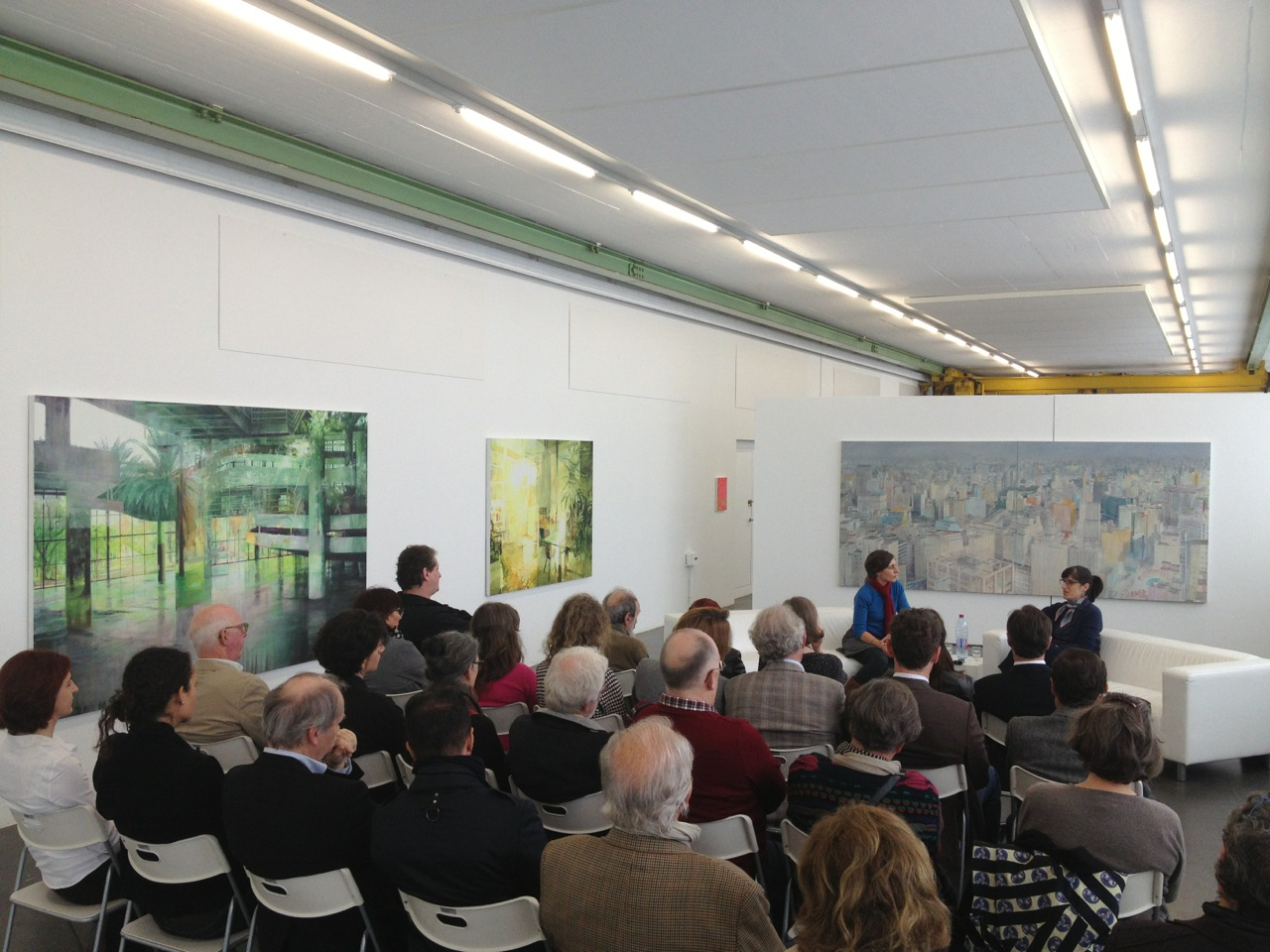
Artist Talk mit Künstlerin Anja Ganster

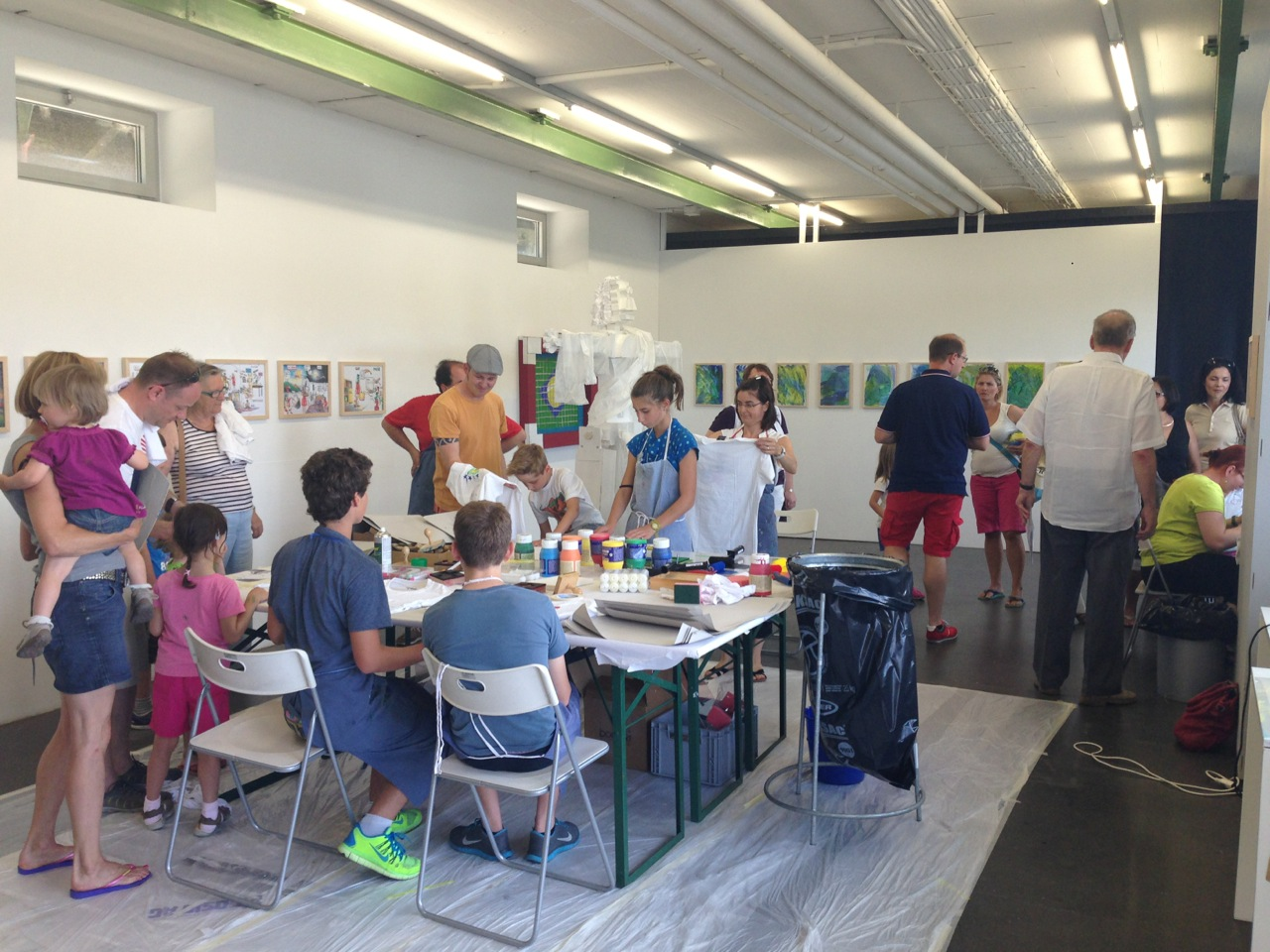
Workshop am Jubiläumstag 10 Jahre Stiftung Brasilea

- 18. Juli–17. August 2005: Schwarze Götter im Exil[9]
- 2007: Oscar Niemeyer[19]
- 21. Januar–10. März 2011: Streetart & Graffiti aus São Paulo[20]
- 14. April–19. Mai 2011: Adalardo Nunciato Santiago – „Psychorealismus“[21]
- 20. September–22. November 2012: Carlos Bracher[8]
- 17. Januar–14. März 2013: Manfredo Souzanetto
- 11. April–16. Juni 2013: Anja Ganster – „Deslocamento“[22]
- 12. September–12. Dezember 2013: Stiftung Brasilea – Jubiläums Retrospektive
- 14. September–20. Dezember 2013: Zezão[7]
- 17. Januar–27. Februar 2014: Brasilea – Jubiläumsausstellung
- 10. April–14. Mai 2014: Mariannita Luzzati & Marcelo Bratke – „No Land“[5][23]
- 12. Juni–13. Juli 2014: Pelé – König des Fussballs[24]
- 12. Juni–13. Juli 2014: Ordem e Paixão / Ordnung und Leidenschaft[24]
- 11. September–30. Oktober 2014: Claudia Melli – „Série Azul“ & João de Orleans e Brangança – „Reflexos“[6]
- 15. Januar–5. März 2015: Maria-Carmen Perlingeiro Esculturas[25]
- 21. Januar–3. März 2016: Claudia Jaguaribe Fotografias[26]
- 26. Januar–16. März 2017: Christina Oiticica Quatro Elementos[27]

## Bibliothek
Die Stiftung Brasilea verfügt darüber hinaus über eine eigene Fachbliothek mit über 2.500 Bänden zur Kunstgeschichte, Geschichte, Literatur und Architektur Brasiliens und Lateinamerikas.

## Personalien
Die Mitglieder des Stiftungsrats sind: Thomas Bürgi (Präsident), Jean-Marc Wallach (Vizepräsident), Enrico Tarelli, Gottlieb Prack
und Annina Brunner, Geschäftsführerin ist Tatiana Vieira, Felix Wüthrich Vertreter der Stifter-Familie.